# Partido Comunista de Suecia (1995)
El Partido Comunista de Suecia (sueco: Sveriges kommunistiska parti) es la continuación de Partido de los Trabajadores–Los Comunistas (sueco: Arbetarpartiet kommunisterna, APK).

## Historia
El grupo Flamman, una sección ortodoxa pro-Soviética con la Vänsterpartiet kommunisterna (Partido de la Izquierda – Los Comunistas) que surgió como una fracción interna cuando C.-H. Hermansson asumió el cargo de líder del partido y distanciado del partido de Moscú. El grupo se centra en el periódico del partido Norrskensflamman (La Llama de la Aurora Boreal, normalmente llamado Flamman), el partido regional de la publicación en Norrbotten. La fracción trabajó como un paralelo de partidos de centro, y las relaciones entre ellos y la dirección del partido se agrió.
En el congreso del partido en 1975, cuando Hermansson dimitió como líder del partido, el grupo Flamma lanzó a Rolf Hagel como su candidato para la dirección del partido. Hagel fue derrotado por Lars Werner con 162 votos contra 74. En el mismo año los simpatizantes de Flamman fueron expulsados de la Kommunistisk Ungdom (Juventud Comunista), la liga de la juventud del partido.
En 1977 el grupo se separó y formó el Arbetarpartier Kommunisterna (Partido de los Trabajadores - los Comunistas, abreviado APK). Un congreso fundacional tuvo lugar en la agencia sueca de Riksdag. Un gran número de delegados participaron en el congreso, lo que indica que la APK tenía un fuerte apoyo moral del PCUS y el sector ortodoxo del Movimiento Comunista Mundial. Dos Diputados (y miembros del comité central del partido), Rolf Hagel y Alf Löwenborg, estaban a la cabeza de la división. Rolf Hagel fue elegido presidente del partido. Norrskensflamman se convirtió en el órgano central del partido.
En muchos lugares de todo el VPK parte de las unidades se unió al APK, incluyendo en Malmö, Gotemburgo y Mälardalen. La principal fortaleza del nuevo partido fue de Norbotnia. En total, hasta el 25% de la totalidad de la afiliación del partido VPK (otras fuentes indican que entre el 10 y 15%) se unió al APK. En gran medida fueron los altos cargos sindicales de VPK quienes se unieron al APK. Poco después, una gran parte de la KU distrito en Gävleborg se unió al APK.
Sveriges Kommunistiska Ungdomsförbund (Liga juvenil Comunista de Suecia) fue creada como la liga de la juventud del partido. Una rama estudiantil, Marxistiska Studenter (Estudiantes Marxistas), fue fundada aunque nunca alcanzaron ninguna importancia.
El partido mantuvo una publicación en lengua finesa titulada Siirtotyöläinen, vigente de 1978 a 1986.
APK no logró hacer ningún adelanto electoral, y poco a poco el partido disminuyó. La caída de la Unión Soviética llegó a tener un impacto muy negativo en el partido. Muchos miembros de la izquierda, ya sea para la política del todo o para reunirse al Vänsterpartiet. SKU se separó en 1990, y tuvo un breve período como independiente de la organización de la juventud comunista.
En 1995 el APK fue declarado financieramente en bancarrota por las autoridades estatales, el primer partido político en Suecia en padecer aquel destino.
Directamente después de la quiebra de la APK, que es el núcleo alrededor de Hagel se reagrupó y se reconstituyó su partido como Sveriges Kommunistiska Parti (Partido Comunista de Suecia). En el año 2000 el SKU fue reorganizado como el partido de la liga de la juventud. El partido participa en las elecciones bajo el nombre de Kommunisterna (Los Comunistas).

## Resultados electorales
En las elecciones de 2006, el partido recibió 438 votos. 4 años más tarde consiguieron 375 votos y en 2014 558 votos
El partido fue representado en un concejo kommun hasta 2013, cuando sus representantes fueron expulsados del partido.
| Año  | Votos | %    | Resultado |
| ---- | ----- | ---- | --------- |
| 1998 | 1.868 | 0,00 | 0/349     |
| 2002 | 1.182 | 0,02 | 0/349     |
| 2006 | 438   | 0,01 | 0/349     |
| 2010 | 375   | 0,01 | 0/349     |
| 2014 | 558   | 0,01 | 0/349     |
| 2018 | 702   | 0,01 | 0/349     |